# شیمون گرشون
شیمون گرشون (به انگلیسی: Shimon Gershon) مدافع اهل اسرائیل است که از سال ۱۹۹۹ تا ۲۰۰۸ میلادی عضو تیم ملی فوتبال اسرائیل بوده و در ۵۰ بازی ملی حضور داشته است. شیمون گرشون توانسته در بازی‌های ملی، ۴ گل به ثمر برساند.